# AZM (プロレスラー)
AZM（アズミ、2002年10月1日 - ）は、日本の女性プロレスラー。東京都出身。スターダム所属。血液型O型。

## 所属
- スターダム（2013年 - ）

## 来歴
2011年
- 11月14日、当時9歳ながらスターダム3期生のひとりとしてプロテストを受験し、合格[1]。

2013年
- 10月6日、2年間の練習期間を経て、キッズファイターとして新木場1stRINGにおける対パッション2号戦でデビュー、時間切れ引き分け[2]。

2015年
- この頃から「あずみ軍団」を結成。自身をリーダーに米山香織を総帥として活動[3]。
- 11月20日、ルアカのデビューとともに、キッズファイター卒業を宣言[4]。

2017年
- 2月11日、紫雷イオらのユニット「Queen's Quest」に加入、リングネームを「AZM」（読み方は「あずみ」）に変更。
- 4月15日、横浜ラジアントホールで、王座決定トーナメントが行われ第12代アーティスト王座を獲得した。パートナーは紫雷イオ＆葉月。AZMはベルト初戴冠。

2019年
- 9月22日、後楽園ホール大会、STARDOM 5★STAR GP初出場で技能賞を獲得。

2020年
- 7月26日、後楽園ホール大会で、ハイスピード王座選手権試合が王者・里歩とスターライト・キッドとの3WAYで行われ、スターライト・キッドに勝利し、王座を獲得した。
- 9月19日、後楽園ホール大会、STARDOM 5★STAR GPで2年連続技能賞を獲得。
- 11月8日、エディオンアリーナ大阪大会で、ジュリア＆舞華組を破り第10回GODDESSES OF STARDOM タッグリーグ戦で優勝。パートナーは渡辺桃。

2021年
- 1月5日、新日本プロレスの東京ドーム大会、ダークマッチにてQueen's Questの一員として林下詩美＆上谷沙弥と共に出場。
- 2月13日、後楽園ホール大会で、逆指名により朱里が持つSWA世界選手権王座に挑むものの敗北。
- 3月3日、日本武道館大会で、なつぽいとハイスピード王座防衛戦を行い敗北。王座陥落。
- 3月17日、高校を無事卒業したことをSNSにて発表。
- 9月25日、STARDOM 5★STAR GPで殊勲賞を獲得。
- 11月14日、後楽園ホールで、決勝戦まで進むもコグマ＆葉月組に敗れ第11回ゴッデス・オブ・スターダム タッグリーグ戦準優勝。パートナーは渡辺桃。

- 12月18日、エディオンアリーナ大阪第一競技場での敗者ユニット強制脱退キャプテン・フォールイリミネーションマッチにてタッグパートナーの渡辺桃に裏切られた。

2022年
- 2月23日、アオーレ長岡大会にてスターライト・キッドからハイスピード王座を奪取。第22代ハイスピード王者になる。

2023年
- 3月4日、代々木第二体育館大会にてスターライト・キッドを相手に王座を防衛し、連続防衛記録を10に伸ばし、岩谷麻優が持っていた最多連続防衛記録を約6年ぶりに更新した[5]。
- 4月8日、新日本プロレス「SAKURA GENESIS 2023」にて、IWGP女子王者のメルセデス・モネと葉月を相手に3way方式でのIWGP女子王座選手権に挑むもモネの前に敗北した[6]。
- 5月4日、福岡国際センター大会にて、星来芽依を相手にハイスピード王座を防衛。連続防衛記録を12に伸ばした[7]。
- 5月27日、大田区総合体育館大会にて鹿島沙希、フキゲンです★を相手に3way方式のハイスピード王座防衛戦を行うも、鹿島がフキゲンに勝利し、結果に直接絡むことなくハイスピード王座から陥落した[8][9]。

2024年
- 6月22日、大江戸隊との「最終敗者以外4人ユニット追放イリミネーションマッチ」にて、QQが敗北したことに伴い、7年間所属したQQを去った[10]。
- 7月27日、新ユニット「NEO GENESIS」結成[11]。

2025年
- 5月9日、米国カリフォルニア州オンタリオで開催された新日本プロレス「Resurgence 2025」にて、王者・メルセデス・モネ、挑戦者・白川未奈とのSTRONG女子王座選手権3WAYマッチが行われ、17分53秒、あずみ寿司で白川から勝利。3度目の挑戦で初戴冠し第5代STRONG女子王者となる[12]。22歳での戴冠は同王座史上最年少記録。

## 人物
- 同じQQのメンバーであった渡辺桃と仲が良く、タッグチーム「桃AZ」を結成していた時期があり、2019年のGODDESSES OF STARDOMにはこのタッグでエントリーした。
- 動きの速さに定評があり、ハイスピード王座戦線で活躍している。
- ライバルは同門のスターライト・キッド。
- 虫が苦手。YouTubeでは罰ゲームで『箱の中身はなんだろな？』を受けることになったが号泣して虫が苦手な事を告白した。
- 新日本プロレス所属のウィル・オスプレイとQueen's Questメンバーは仲が深い。彼がヒールターンした後は、当時彼女だったビー・プレストリーの影響で他のメンバーを罵倒する場面などがあったが、AZMに関してはSNSなどで普通に接する様子が見受けられる。
- 2021年9月15日発刊の週刊プロレス、プロレスリング・ノア所属の拳王がもつコーナー「拳王のクソヤローどもオレについて来い!!」にてSTARDOMの中での推し選手だと挙げられ、プロレスの能力の高さを絶賛している。その後も拳王がYouTubeで配信している『拳王チャンネル』で拳王がグッズを購入したり等の関わりを持っており、拳王チャンネルの3周年記念大会へも拳王が出場を直接オファーしに行くが、その日はアメリカ遠征中で日本国内の興行への出場が不可能という理由で断られている。

## 得意技

### フィニッシュ・ホールド
あずみ寿司
ラ・マヒストラルの体勢で腕を掴んだのち相手の腹の下に足を入れ相手を後ろ向きに回転させて丸め込む。
ヌメロ・ウノ
アメシスト・ストーム
旋回式・羽根折り式変形脇固め。自ら、コーナー最上段に乗った状態で相手の首後ろに左足を回しながら左腕を捕らえ、ジャンプと同時に旋回してマットに叩きつけ、そこから両手で相手の右腕を掴んで締め上げる旋回式・羽根折り式変形脇固め。以前は、バイオレット・ストームの技名で使用していた。
カナディアン・デストロイヤー
いっちょあがり
ダブルアーム式カナディアン・デストロイヤー。

### 打撃技
エルボー
逆水平チョップ
チョップ・スマッシュ
張り手
クローズライン
ミドルキック
ハイキック
バズソー・キック
ドロップキック
ミサイルキック
フット・スタンプ

### 飛び技
三角跳びボディアタック
ダイビング・ボディ・アタック
ダイビング・フット・スタンプ

### 投げ技
ブレーンバスター
高速ブレーンバスター
DDT

### フォール技
反抗期クラッチ
マック
ヘッドシザーズ・ホイップの体勢で相手に飛びつき、スクールボーイにつないで丸め込む。

### 関節技
クリスト
走り込んでコルバタの体勢で両足から相手の頭部に飛びつき、旋回しながら相手の右腕を捕らえ、頭部を首4の字で固めながら右腕を締め上げる関節技。

### 組み技
C4バグダン
足を4の字にクラッチしたまま投げる、変形ジャーマンスープレックス。技名は「Clutch（クラッチ） 4」の意であるだろう。
リバース・フランケンシュタイナー
ロープハング式・フランケンシュタイナー
エプロンからセカンドロープにもたれ掛かった状態の相手に対し、リング内から両足で頭部に飛びついて後方回転し、その勢いを利用して相手を脳天からマットに突き刺すデンジャラスな変形フランケンシュタイナー。

## タイトル歴
スターダム
- 第19、22代ハイスピード王座（最多連続防衛記録、通算防衛記録保持者）
- 第12、14、22、34代アーティスト・オブ・スターダム王座（最年少記録保持者）
  - 第12代・第14代  with紫雷イオ&HZK
  - 第22代 with 渡辺桃&林下詩美
  - 第34代 with スターライト・キッド&天咲光由
- GODDESSES OF STARDOM 優勝（2020年）
  - パートナーは渡辺桃（MOMOAZ）
- 新春ユニット対抗リーグ戦 優勝（2025年）

新日本プロレス
- 第5代STRONG女子王座（最年少記録保持者）

スターダムアワード
- 技能賞（2019年）
- 技能賞（2022年）

プロレスリング・イラストレーテッド
- 2021年 PWI Tag Team 50 - 20位

渡辺桃、林下詩美、上谷沙弥（Queen's Questとして）
- 2021年 PWI Women's 150 - 81位[14]
- 2022年 PWI Women's 150 - 16位[15]
- 2023年 PWI Women's 250 - 47位[16]

## 入場テーマ曲
Ready to ROCK
現在使用中。2021年9月25日から使用。
月桂樹
2020年7月26日から使用。
Live certainty now

## テレビ出演
- THE 夜もヒッパレ!「復活!見たい聴きたい歌いたい曲TOP10」（2025年5月24日、日本テレビ）[17]
- 上田ちゃんネル（2025年7月4日、テレビ朝日系列）